# Judita Durynská
Judita Durynská (německy Judith von Thüringen; asi 1135 – 9. září po 1174) byla druhou manželkou Vladislava II. a od roku 1158 druhou českou královnou.

## Sňatek s Vladislavem II.
Vladislav se s Juditou, dcerou durynského lankraběte Ludvíka I. a jeho choti Hedviky z Gudensbergu, oženil v roce 1153, tři roky po smrti své první ženy Gertrudy Babenberské. Juditu Durynskou mu doporučil knížecí rádce, biskup Daniel I.
Ještě předtím se ovšem do Čech vdala Cecílie, Juditina starší sestra, a to za Oldřicha, syna Soběslava I. V roce 1152 se císařem stal Fridrich I. Barbarossa, jehož sestru Juditu Švábskou měl za manželku bratr Judity Durynské a Cecílie, Ludvík II. Železný. Oldřich se tehdy přihlásil u Barbarossy, svého nového příbuzného, s nároky na český trůn. Nakonec se musel spokojit s údělem ve východních Čechách.
Mezi Barbarossovými příbuznými tedy našel biskup Daniel další vhodnou nevěstu – Juditu Durynskou, které bylo v době svatby nejspíš osmnáct let. Vladislav byl asi o patnáct nebo dvacet let starší. Asi dva roky po svatbě se narodil první syn, Přemysl. Protože ve středověku rozhodovaly o jménech dětí spíše matky, je pravděpodobné, že to byl právě Juditin nápad pojmenovat syna po legendárním zakladateli přemyslovské dynastie.

## Královna Judita
| „            | Léta po vtělení páně MCLIII řečený kníže Vladislav k radě biskupa svého Daniela a jiných velmožů a pánů své země pojal za manželku Juditu, paní vzrůstem a krásou takřka nad lidskou podobu vynikající a jakoby ratolest božskou, sestru to pana Ludvíka, lankraběte Durynského, vznešenou a velmi počestnou, znalou velice umění literního a řeči latinské, což nejvíce povznáší krásu paní vysokých… | “ |
| — Vincencius | |   |

Kronikář o Juditě píše jako o paní znamenité krásy, ducha neobyčejného a téměř mužského, mysli smělé a podnikavé, milovnici nauk a literatury, sběhlé i v řeči latinské a ve věcech politických. Vzdělaná Judita prý ovládala slovem i písmem latinu a naučila se také česky. Často zastupovala krále ve státnických záležitostech v době jeho nepřítomnosti. Podle Josefa Žemličky si pěstovala dvůr s vlastními hodnostáři.
Když v lednu 1158 obdržel Vladislav II. od Barbarossy jako teprve druhý český panovník v historii královský titul, stala se Judita po jeho boku druhou českou královnou. Její korunovace sice není písemně doložena, prameny o ní ale mluví jako o královně.

## Královna jako stavitelka

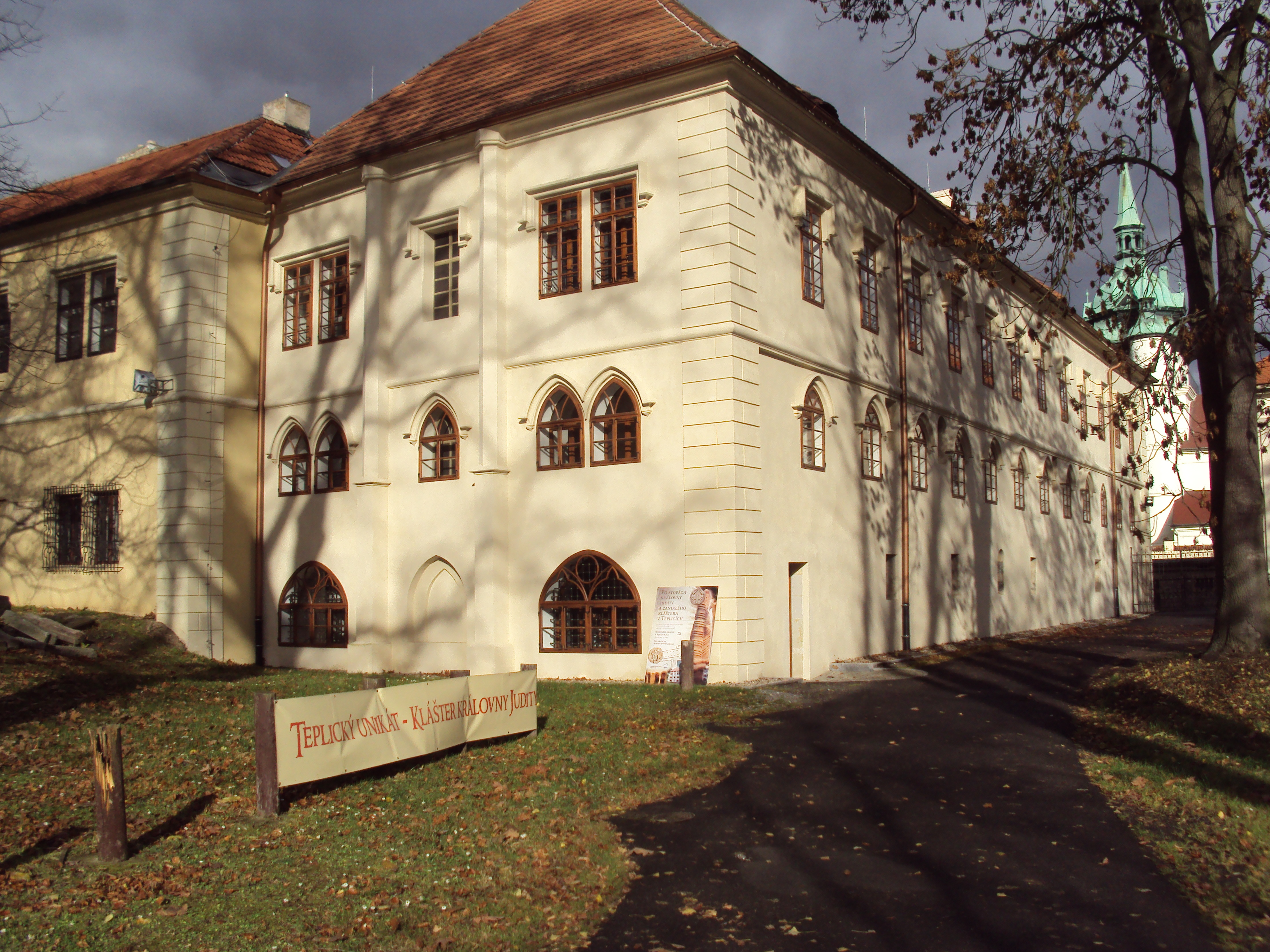
Juditin klášter v Teplicích, zadní areál zámku

V roce 1157 strhla velká povodeň dřevěný most, který stával v blízkosti starého brodu pod hradem v Praze. Iniciátorkou stavby nového mostu byla prý právě Judita. Vladislav i biskup Daniel jistě z italských tažení znali výhody kamenných mostů z jihu Evropy, které v jejich domovině ještě známy nebyly – té době byly ve střední Evropě jen dva kamenné mosty, v Řezně a Würzburgu.
Most, po královně zvaný Juditin a zřejmě postavený na počest korunovace královského páru, byl vystavěn zhruba v místech, kde se dnes nachází Karlův most. Měřil 514 m a široký byl 6,8 m. Vznikl údajně jen za tři roky a byl delší a reprezentativnější než zbylé dva kamenné mosty ve střední Evropě v Řezně a Würzburgu. Dokončen byl zřejmě v roce 1172 a stál až do února 1342, kdy jej strhla povodeň. Jeho pozůstatky se nacházejí několik desítek metrů severně od Karlova mostu.

## Závěr života, smrt
Judita následovala Vladislava do durynského exilu na své statky v Meerane, kam odešel na podzim roku 1173, rok poté, co se (v roce 1172) vzdal vlády ve prospěch syna Bedřicha. Vladislav zemřel o dva roky později, v lednu roku 1174. O dalších osudech Judity může napovědět místo jejího posledního odpočinku.
Podle Dalimilovy kroniky byla královna pohřbena v klášteře v Teplicích; kronika se zmiňuje o Juditě jako o jeho zakladatelce. Snad právě v tomto městě strávila poslední roky života. Královniny pozůstatky byly objeveny v 50. letech 20. století při archeologickém výzkumu teplické románské baziliky a kláštera, které Judita založila na počátku 2. poloviny 12. století (klášter zanikl v závěru nebo záhy po skončení husitských válek).
Pravděpodobné královniny ostatky byly podrobeny antropologickému zkoumání, jež provedl antropolog Emanuel Vlček. Emanuelu Vlčkovi se podařilo potvrdit identitu lebky s pravděpodobností hraničící s jistotou. Ostatní části kostry, jejíž identita se zprvu jevila jako pravděpodobná, nikoliv však jistá, exhumované při zmíněném archeologickém výzkumu v teplickém klášteře a odtud odvezené k důkladnému prozkoumání, dnes bohužel platí za ztracené. Výsledky výzkumu naznačují, že se Judita dožila snad i osmdesáti let (i jiné okolnosti nasvědčují tomu, že zemřela až po roce 1210), a to ve výborném zdravotním stavu (např. její chrup nenese znaky žádných kazů). V tomto případě by ještě zažila vládu svého nejstaršího syna Přemysla.

## Potomci
- Přemysl Otakar I. (1155? – 1230), český král

∞ 1178 Adléta Míšeňská
∞ 1199 Konstancie Uherská
- Vladislav Jindřich (1160? – 1222), český kníže a moravský markrabě

∞ Heilwida
- Richsa (1165? – 1182)

∞ 1177 Jindřich I. z Mödlingu, syn Jindřicha II. Jasomirgotta